# Karl Meusel
Karl Meusel (* 8. Januar 1912 in Neuhaus-Schierschnitz; † 29. Mai 1986 in Eisenach) war ein deutscher Maler.

## Leben und Werk
Karl Meusel besuchte bis 1926 in Neuhaus-Schierschnitz die Volksschule und danach bis 1929 die Fachschule für angewandte Kunst in Sonneberg. 1931 begann er bei Alexander Olbricht, Walther Klemm und Hugo Gugg ein Studium an der Staatlichen Hochschulen für Baukunst, bildende Künste und Handwerk in Weimar. Neben Naturstudium, figürlichem Zeichnen und Aktstudium studierte er auch Wandmalerei. Von 1931 bis 1935 war er Meisterschüler und konnte im Prellerhaus übernachten.
Die Aufforderung, der NSDAP beizutreten, lehnte Meusel ab, was einer der Gründe dafür war, dass er 1935 sein Studium abbrechen musste. Danach zog er sich zurück und arbeitete zunächst in der Wandmalerei.
Von 1940 bis 1945 war Meusel im Kriegsdienst. Er wurde in Norwegen verwundet und war dann in Dänemark in Kriegsgefangenschaft, aus der er 1946 nach Gotha entlassen wurde, wo er als freischaffender Künstler arbeitete.
U.a. mit Harry Schmidt-Schaller, Eberhardt Steneberg (1914–1996), Kurt W. Streubel und Otto Kayser (1915–1998) war er in Thüringen Initiator der Gewerkschaft Kunst Schrifttum und freie Berufe und engagierte er sich beim Aufbau einer freien Kunstszene. Mit Streubel blieb er lebenslang eng befreundet. 1947 war er Mitglied der Jury der von der Gewerkschaft veranstaltete „1. Landesausstellung bildender Künstler Thüringens“ in Erfurt. Danach hatte er in Erfurt, Jena, Gotha, Weimar, und Sonneberg eine Anzahl weiterer Ausstellungen. Von 1952 bis 1957 arbeitete Meusel als freischaffender Künstler in seinem Atelier in der Karl-Hausknecht-Straße 21, dann musste er diese Tätigkeit bis 1959 wegen einer Erkrankung unterbrechen.
Nachdem die Künstler über den Verband Bildender Künstler zunehmend bevormundet wurden und eine Abgrenzung gegen jede Gestaltungsform des „Modernismus“ gefordert wurde, zog Meusel 1966 nach Oberellen, wo er sein Atelier im ersten Stock von Schloss Oberellen hatte. Er wurde aus dem Verband Bildender Künstler der DDR ausgeschlossen, zog sich weitgehend zurück, arbeitete fast im Verborgenen und war von Förderung ausgeschlossen.
Er konnte sich, „weil er vollkommen mittellos war – nur Schulmalhefte DIN A4 leisten. Das Billigste an Material, das man sich vorstellen kann und das doch einem begnadeten Künstler reichen musste, um zu malen und zu gestalten.“

## Rezeption
Der Komponist und Kunstsammler Siegfried Geisler: „Mit ihm starb ein großer Meister, der in die moderne Kunst dieser Zeit eine völlig andere Nuancierung einbrachte und der zu den sensibelsten, Feininger nahekommenden, Malern gehörte. Seine Aquarelle mit ihren verschwimmenden Konturen drücken in vollendeter Form ein Gefühl für Landschaft, Stimmung und Sinnempfindung aus.“

## Ausstellungen
- 1947 Erfurt, Thüringenhalle („1. Landesausstellung bildender Künstler Thüringens“)[3]
- 1975 Gotha, Schlossmuseum („Thüringer Landschaft in Grafik“)
- 1980 Suhl, Kunstkabinett
- 2014 Stadtroda, Ärztehaus[4]